# G軍集団
G軍集団(Heeresgruppe G)は第二次世界大戦中のドイツ国防軍の編成。1944年に編成され、西部戦線に配置された。

## 概要
西方総軍司令部(OB West)隷下に1944年5月に編成された。編成時の目的は、南フランスの防衛を担当することであり、地中海沿岸およびビスケー湾沿岸において連合軍の上陸を阻止することであった。2個軍よりなる軍集団であり、ビスケー湾側には第1軍、地中海側には第19軍を配置した。
1944年6月のノルマンディー上陸作戦に続き、8月15日に連合軍がドラグーン作戦としてコートダジュールに上陸するとG軍集団/第19軍は長期的な抵抗を行なえず、内陸部への撤退を行なった。
1944年9月にはアルザス＝ロレーヌにあり、3個軍を有していた。連合軍の補給不足により、戦線はここで一時膠着したが、11月から12月にかけてアメリカ第3軍および第7軍、フランス第1軍による攻勢が行なわれ、ザール川およびライン川まで戦線が移動した。1945年1月時には第1軍しか隷下になかったが、バルジの戦いの支援としてザールラントでノルトヴィント作戦の攻勢を実施している。
1945年3月から西部戦線南部でも連合軍が全面攻勢に移り、ドイツ領内に侵攻すると、G軍集団は有効な防御を行なえずに敗走し、1945年5月5日にバイエルン州内において連合軍に降伏した。

## 司令官
| 1944年5月8日   | ヨハネス・ブラスコヴィッツ                              |
| 1944年9月21日  | ヘルマン・バルク                                        |
| 1944年12月24日 | ヨハネス・ブラスコヴィッツ                              |
| 1945年1月29日  | パウル・ハウサー                                        |
| 1945年4月2日   | フリードリッヒ・シュルツ(de:Friedrich Schulz (General)) |

## 編成
| 1944年5月 | 第1軍、第19軍            |
| 1944年8月 | 第19軍                   |
| 1944年9月 | 第1軍、第19軍、第5装甲軍 |
| 1945年1月 | 第1軍                    |
| 1945年2月 | 第1軍、第19軍            |